# Groniowski Potok (dopływ Kudowskiego Potoku)
Groniowski Potok – potok, lewy dopływ Kudowskiego Potoku o długości około 700 m.
Potok wypływa na wysokości 840 m na północnych stokach Pasma Lubania w Gorcach, w miejscowości Ochotnica Dolna w województwie małopolskim, w powiecie nowotarskim, w gminie Ochotnica Dolna. Na wysokości 720 m uchodzi do Kudowskiego Potoku.
Zlewnia Groniowskiego Potoku znajduje się w całkowicie porośniętych lasem stokach Pasma Lubania w dorzeczu rzeki Ochotnicy. W dorzeczu tej rzeki i również w Paśmie Lubania znajduje się jeszcze inny Groniowski Potok, ale uchodzący bezpośrednio do rzeki.